# جشن لاتین

جشن لاتین (انگلیسی: Feriae Latinae) یک جشن مذهبی از جشن‌های رومی بود که در آوریل در کوه آلبان برگزار می‌شد. تاریخ متفاوت بود، و هر سال زمانی که کنسول روم بر عهده گرفتند، تعیین و اعلام می‌شد.